# Jewgienij Wuczeticz
Jewgienij Wiktorowicz Wuczeticz, ros. Евгений Викторович Вучетич (ur. 15 grudnia?/28 grudnia 1908 w Jekaterynosławiu, zm. 12 kwietnia 1974 w Moskwie) – rosyjski rzeźbiarz pochodzenia serbskiego, tworzący pod wpływem socrealizmu. Laureat Nagrody Leninowskiej (1970), pięciu Nagród Stalinowskich (1946, 1947, 1948, 1949 i 1950), Bohater Pracy Socjalistycznej (1967), dwukrotnie odznaczony Orderem Lenina (1952 i 1967) oraz Orderem Wojny Ojczyźnianej II klasy (1946).

## Życiorys
W 1930 ukończył szkołę artystyczną w Rostowie nad Donem, później studiował w Leningradzkiej Akademii Sztuk Pięknych. Brał udział w wojnie z Niemcami, w armii ZSRR dosłużył się stopnia podpułkownika (w 1960 został zwolniony do rezerwy), w 1943 został członkiem WKP(b). W 1953 został członkiem rzeczywistym Akademii Sztuk Pięknych ZSRR. Był autorem m.in. pomników marszałków ZSRR: Żukowa, Wasilewskiego, Czujkowa, Malinowskiego i Grieczki, generałów: Czerniachowskiego, Chriukina i innych. Wykonał również pomnik Feliksa Dzierżyńskiego w Moskwie i zaprojektował monumentalny posąg Matka Ojczyzna Wzywa! w Wołgogradzie poświęcony bohaterom bitwy stalingradzkiej oraz analogiczny Matka Ojczyzna w Kijowie. Mieszkał w Moskwie, gdzie zmarł i został pochowany na Cmentarzu Nowodziewiczym.